# Трейлл, Томас
Томас Стюарт Трейлл (англ. Thomas Stewart Traill; 29 октября 1781 — 30 июля 1862) — британский врач, химик, метеоролог, зоолог и судебный медик. Дед физика, метеоролога и геолога Роберта Трейлла Омонда (1858—1914).

## Биография
Родился в Керкуолле на Оркни, в семье преподобного Томаса Трейлла (умер в 1782 году), священника в Киркволле, и его жены Люсии. Спустя год после его рождения отец скончался.
Изучал медицину в Эдинбургском университете, где в 1802 году получил степень доктора медицины (MD). В 1819 году был избран членом Эдинбургского королевского общества. С 1834 по 1856 год был хранителем музея Общества.
В течение 30 лет занимался медицинской практикой в Ливерпуле, был основателем Королевского института Ливерпуля, Ливерпульского механического института и Литературно-философского общества Ливерпуля. Он познакомился с мореплавателем и исследователем Арктики Уильямом Скорсби, предоставив список животных, наблюдаемых в восточной Гренландии, в «Journal of a Voyage to the Northern Whale Fishery» (1823). Скорсби назвал в его честь остров Трейл у восточного побережья Гренландии. Гора Трелл в Нигерии была названа в его честь Уильямом Бальфуром Бейки.
В 1812 году впервые предложил создать Ливерпульское королевское общество, которое в итоге было создано в 1821 году.
Когда Джон Джеймс Одюбон прибыл в Ливерпуль в июле 1826 года, Трейл помог ему найти издателя для его книги «Птицы Америки». В его честь Одюбон назвал мухоловку Трейлла.
Всегда интересовавшийся железными дорогами, в октябре 1829 года он с семьей присутствовал на знаменитых Рейнхильских состязаниях и воочию увидел, как «Ракета» Стефенсона выиграла соревнования. Во время этих состязаний он вместе с женой и дочерьми были приглашены в качестве пассажиров на конкурирующий паровоз «Novelty», построенный Брейтвейтом и Эрикссоном, который занял одно из первых мест в испытаниях. Таким образом, они стали, возможно, первыми пассажирами паровоза.
Его портрет работы Александра Мосеса хранится в Национальной портретной галерее Шотландии в Эдинбурге, но выставляется редко.

## Эдинбургский университет и «Британская энциклопедия»
В 1832 году Трелл вернулся в Эдинбургский университет в качестве профессора судебной медицины и работал в этой должности до самой смерти, также занимая пост президента Королевского колледжа врачей в Эдинбурге с 1852 по 1854 год.
В 1847 году сменил Макви Напьера на посту главного редактора «Британской энциклопедии» (1852—1861) и был создателем её 8-го издания: работы завершились за год до его смерти.
Он был горячим (но безуспешным) сторонником обучения женщин в университете.
В 1843—1844 годах был президентом Королевского шотландского общества искусств.
Скончался 30 июля 1862 года в своём доме в эдинбургском Вест-Энде и был похоронен на Кладбище Святого Катберта.

## Семья
В июле 1811 года женился на Кристиане Робертсон (1780—1842), дочери преподобного Гарри Робертсона из Килтерна и вдове Джеймса Уотсона из Крантита, оркнейского фактора лорда Дандаса. Она вышла замуж за Джеймса Уотсона в 19 лет и к 28 годам имела от него пятерых детей, когда он скончался, причем младший родился уже после смерти отца. От Трейлла, у неё было ещё пять детей: два сына и три дочери.

## Публикации
- Thermometer and Pyrometer (1828)
- The Medico-Legal Examination of Dead Bodies (1839)
- The Edinburgh Pharmacopoeia (12th Edition — 1841)
- Memoir of William Roscoe (1853)